# Cierpice (Basse-Silésie)
Pour les articles homonymes, voir Cierpice.
Cierpice est une localité polonaise de la gmina de Przeworno, située dans le powiat de Strzelin en voïvodie de Basse-Silésie.